# Terrapene ornata ornata
Terrapene ornata ornata és una de les dues subespècies de Terrapene ornata natives de les grans planes dels Estats Units. És el rèptil oficial de l'estat de Kansas. És una tortuga de caixa relativament petita, que actualment no està amenaçada o en perill, però és motiu de preocupació i protecció en sis estats del Mig Oest dels Estats Units (Colorado, Iowa, Indiana, Nebraska, Kansas, i Wisconsin).
Els mascles i les femelles s'assemblen, però els mascles solen ser més petits, hi ha una variació de color amb línies grogues del centre de la closca a través de les vores grises, vermell marró, o color negre. A més de la mida, els mascles es distingeixen de les femelles de diverses maneres; una gran ungla corba interior de les potes del darrere, una cua més llarga, més gruixuda i de color vermellós a les potes i ocasionalment a la mandíbula.